# 오세암 (2003년 영화)
《오세암》은 2003년 공개된 대한민국의 애니메이션 영화로, 정채봉의 1983년 동명의 동화가 원작이다. 2004년 안시 애니메이션 페스티벌 장편부문 최우수 작품상을 수상했다.

## 줄거리
오세암은 고아인 감이와 남동생 길손을 따라다닌다. 감이는 온순하고 소극적인 눈먼 소녀인 반면, 길손은 지나치게 활동적이며 자주 장난을 친다. 두 사람은 몇 년 전 화재 사고로 어머니와 집을 잃은 감이가 시력을 잃은 상황에 대처하면서 집안일을 도우며 대승불교 사원으로 피난처를 찾는다. 너무 어려서 이해하지 못하는 길손은 감이가 어머니가 화재로 죽었다고 말한 적이 없기 때문에 언젠가는 어머니를 찾을 것이라고 여전히 믿는다. 길손은 스님과 함께 산에 가서 명상을 하고 누이의 실명을 치료하려 하지만 결국 감이의 시력을 위해 목숨을 바친다.
영화는 플래시백의 순간과 짧은 강렬한 장면이 점재하지만 매우 느리게 진행되며 접근 방식에서 종종 삶의 일부로 비쳐진다. 캐릭터, 특히 고아에 많은 중점을 둔다.

## 성우
- 김서영 : 길손이 역
- 박선영 : 감이 역
- 배정민 : 아이1(종철) 역
- 오주연 : 아이2 역
- 손종환 : 일지스님 역
- 표영재 : 설정스님 역

## 제작진
- 제공: (주)신보창업투자, (주)디스커버리리창업투자
- 배급: (주)시나브로 엔터테인먼트
- 제작: (주)마고21
- 원작: 정채봉
- 각본: 최민용, 이서경, 성백엽
- 캐릭터 디자인: 홍원택
- 배경 디자인: 최현주
- 칼라 디자인: 김미선
- 원화감독: 양진철
- 미술감독: 송규환, 이윤호
- 촬영감독: 문성철
- 사운드 슈퍼바이저: 이영빈
- 음악감독: 강호정
- 주제가: 윤도현, 이소은 - 마음을 다해 부르면
- 프로듀서: 이정호, 윤종윤
- 총감독: 성백엽

- 기획/제작: (주)마고21
- 제작투자: 신보창업투자, 디스커버리리창업투자, 손오공, 한국방송영상산업진흥원
- 제작지원: 영화진흥위원회, 한국문화콘텐츠진흥원, 경기디지털아트, 하이브종합지원센터
- 배급: (주)시나브로 엔터테인먼트
- 투자지원: 최신규, 김종완, 정상관, 최준환
- 책임프로듀서: 김병헌
- 프로듀서: 이정호
- 제작프로듀서: 윤종윤
- 제작진행: 서성진
- 총감독: 성백엽
- 원작: 정채봉
- 각본: 최민용, 이서경, 성백엽
- 타이틀전각: 고암, 정병례
- 캐릭터: 홍원택
- 배경설정: 최현주
- 칼라코디네이터: 김미선
- 미술감독: 송규환, 이윤호
- 연출감독: 양진철
- 촬영감독: 문성철
- 음악감독: 강호정
- 사운드 슈퍼바이저: 이영빈
- 주제가: 윤도현, 이소은
- 녹음: 레전드사운드
- 필름레코딩: 헐리우드필름레코더
- 현상: 한국문화진흥HIT

애니메이션 제작
- 레이아웃: 정주왕, 정명섭, 구자국
- 원화: 이강용, 정주왕, 이건혜, 임종철, 유지훈, 권종원, 김중호, 유재하, 최경석, 최훈철, 장준경, 김동남, 박민
- 원화 클린업: 김은영, 김경희, 박진경, 이세희, 전병곤
- 원화작감: 권은경
- 배경: 황재덕, 고민아
- 동화: R&A프로덕션, 뮤즈프로덕션, 시노드애니메이션, 유니동화, 몬스터애니메이션, AD21애니메이션, 윤종호 (작감), 임혁 (작감),  	황민철 (작감), 임종열 (작감), 백진영, 김은화, 김복순, 김경희, 정인애, 안효정, 송진희, 김윤정, 정대성, 윤은주, 양순매, 이세희, 김정우, 김현정, 김혜성, 최윤선, 황선희, 이은아, 박문희, 박미영, 김미연, 한명희, 김희영, 서남숙, 유상희, 윤혜오, 박혜연, 정진영, 박은아, 정혜경, 서은정, 박경아, 허수정, 김정순, 김두숙, 전진희, 김지숙, 정재연, 한형갑, 김현주, 장영선, 이채원, 조영경, 박지영, 황재희, 장준이, 변영준, 양성아, 홍미선, 이흥수, 문수정, 김병대, 박영애, 오윤수, 추혜민, 김은희, 민흥이, 방순이, 김수현, 예용준, 조혜진, 고연희, 최진희, 이현미, 이성진, 김승미, 최정인, 이보름, 김수진, 김현연, 이영미, 홍승희, 김복심, 남설희, 박윤식, 김미련, 민현숙, 고은주, 조윤희, 이승미, 한수정
- 스캔 채색: ANITOON KOREA, TOO TOO, 시노드애니메이션, R&A프로덕션, 뮤즈프로덕션, 엄성춘, 최영주, 나애자, 김은주, 문미선, 양미원, 이건우, 권미숙, 김병희, 김경욱, 김명훈, 이은정, 김한일, 김대균, 이미자, 김부감, 이은감, 한경호, 최은희, 손은정, 남숙한, 공문애, 이향현, 조원희, 이명현, 박성미, 김은경, 황선희, 김혜선, 김진, 조순옥, 윤혜엽, 백상희, 김애경, 고은이, 김애란, 김서영, 최희정, 최은미, 배정자, 문봉준, 박정네, 박혜선, 류선임, 정희진, 황보혜련, 최희정, 전명일, 이상진
- 총작감: 윤종호
- 화이날: 최순철, 윤종운
- 칼라검사: 이효
- 촬영: 신효철, 박준민, 성시대
- 3D: 황지환, 정우영, 이경식
- 서버관리: 김환섭

필름
- 필름레코더: 홍진기, 차호준
- 내가현상: 강명훈, 한충구, 권순홍
- 포지현상: 김기덕, 정의용, 안태원, 최재혁
- 사운드현상&시니컬아날라이즈: 최정영, 김성대
- 필름검수: 임진오, 송민
- 프린팅: 김학성, 박용규, 박재감
- 필름색보정: 이시우
- 필름제공: (주)태창엠피필 홍성곤
- 편집: 고임표 편집실
- 믹싱: 김지환
- 사운드 디자인: 박재규, 김지환
- 폴리 아티스트: 폴리워커스
- 작곡: 강호정, 이혜준, 이상유

마케팅
- 기획실장: 김근식
- 마케팅책임: 정인화
- 홍보: 허준영
- 홍보마케팅지원: 서수연, 이혜진
- 홍보대행: 래핑보아
- 디자인: 색
- 배급: 송원상, 김동영
- 배급마케팅: 명수미
- 온라인마케팅: 얄개 네트워크
- 홈페이지제작: MIND4
- 예고편제작: 도어엔터테인먼트
- 메이킹필름: 조창완
- 엔딩크레딧: (주)코네트미디어

조창완, 신승태, 박지동